# The Gift (píseň, The Velvet Underground)
„The Gift“ je druhá skladba z druhého alba skupiny The Velvet Underground s názvem White Light/White Heat. Text napsal Lou Reed a hudbu spolu s Reedem složili John Cale, Sterling Morrison a Maureen Tucker. Když skupina tuto skladbu přibrala do svého repertoáru, byl Reed zrovna nemocný a celá sestava skupiny si prohodila role. Bubenice Maureen Tucker hrála na baskytaru a bicích se ujal původní bubeník skupiny Angus MacLise.
Text ke skladbě napsal Reed ještě na univerzitě; jako hudba k ní byl použit základ skladby „Booker T.“. Koncertní nahrávka skladby „The Booker T“ vyšla pouze na albu Peel Slowly and See.
Skladba „The Gift“ je zvláštní tím, že hudba je nahrána do jednoho kanálu a slova do druhého, takže i při výstupu zní každé z jednoho reproduktoru a buď jednu nebo druhou část lze vypustit. Hlavní postavou ve skladbě je Waldo Jeffers; student, který se snaží poslat sebe sama poštou. Ačkoliv text napsal Reed, namluvil ho Cale. Zajímavostí je, že Cale celý osmiminutový text namluvil na první pokus.

## Vydání
Poprvé skladba vyšla na albu White Light/White Heat v lednu 1968. Ve stejné verzi skladba vyšla rovněž na kompilaci Peel Slowly and See (1995). Skladbu rovněž skupina hrála při svém reunionu v roce 1993 a tudíž vyšla na koncertním albu Live MCMXCIII.

## Coververze
V roce 2012 skladbu vydal Rodolphe Burger na svém albu This Is a Velvet Underground Song That I'd Like to Sing, jehož převážná část je tvořena hudbou Velvet Underground.
Britská kapela The Bollock Brothers nahrála píseň „The Gift II“, která je založená na této skladbě.